# Elena Bellò
Elena Bellò (* 18. Januar 1997 in Schio) ist eine italienische Mittelstreckenläuferin, die sich auf den 800-Meter-Lauf spezialisiert hat.

## Sportliche Laufbahn
Erste internationale Erfahrungen sammelte Elena Bellò im Jahr 2013, als sie bei den Jugendweltmeisterschaften in Donezk im 800-Meter-Lauf bis in das Halbfinale gelangte und dort mit 2:08,69 min ausschied, während sie mit der italienischen Sprintstaffel (1000 Meter) in 2:10,64 min auf den siebten Platz gelangte. Im Jahr darauf qualifizierte sie sich für die Olympischen Jugendspiele in Nanjing und belegte dort in 2:06,31 min den vierten Platz im A-Finale. 2015 schied sie bei den Junioreneuropameisterschaften in Eskilstuna mit 2:09,09 min in der ersten Runde aus, wie auch bei den Leichtathletik-U20-Weltmeisterschaften 2016 in Bydgoszcz mit 2:13,05 min. 2017 erreichte sie dann bei den U23-Europameisterschaften in Bydgoszcz in 2:05,96 min den sechsten Platz und im Jahr darauf siegte sie bei den U23-Mittelmeermeisterschaften in Jesolo in 2:04,31 min. Zudem qualifizierte sie sich für die Europameisterschaften in Berlin, bei denen sie dann mit 2:02,77 min im Vorlauf ausschied.
2019 belegte sie bei den U23-Europameisterschaften in Gävle in 2:07,59 min erneut den sechsten Platz. 2021 erreichte sie bei den Halleneuropameisterschaften in Toruń das Halbfinale und schied dort mit 2:03,61 min aus. Im August nahm sie an den Olympischen Spielen in Tokio teil und gelangte dort bis ins Halbfinale, in dem sie mit 2:02,35 min ausschied. Im Jahr darauf schied sie bei den Hallenweltmeisterschaften in Belgrad mit 2:02,35 min im Vorlauf aus. Im Juni wurde sie bei der Golden Gala Pietro Mennea in 1:58,97 min Dritte und anschließend schied sie bei den Weltmeisterschaften in Eugene mit 2:00,34 min im Halbfinale aus. 2023 kam sie bei den Halleneuropameisterschaften in Istanbul mit 2:05,06 min nicht über den Vorlauf hinaus. Im August schied sie dann bei den Weltmeisterschaften in Budapest mit 2:01,38 min in der ersten Runde aus. Im Jahr darauf kam sie bei den Europameisterschaften in Rom mit 2:02,75 min in der Vorrunde aus, ehe sie bei den Olympischen Sommerspielen in Paris mit 2:02,91 min in der Hoffnungsrunde ausschied.
In den Jahren 2020 und 2021 wurde Bellò italienische Meisterin im 800-Meter-Lauf im Freien sowie von 2018 bis 2021 auch in der Halle.

## Persönliche Bestzeiten
- 800 Meter: 1:58,89 min, 20. Juli 2024 in London
  - 800 Meter (Halle): 2:01,45 min, 27. Februar 2022 in Ancona
- 1000 Meter: 2:36,35 min, 17. Juni 2023 in Nizza
  - 1000 Meter (Halle): 2:37,09 min, 25. Februar 2023 in Birmingham (italienischer Rekord)
- 1500 Meter: 4:05,09 min, 22. Mai 2022 in Grosseto
  - 1500 Meter (Halle): 4:09,98 min, 2. Februar 2023 in Ostrava